# Азадоглы
Азадоглы (лезг. Азадогъли, Азтанхва) — село в Магарамкентском районе Республики Дагестан.
Образует сельское поселение «село Азадоглы», как единственный населённый пункт в его составе.

## Географическое положение
Село расположено в 25 км к северо-востоку от районного центра — Магарамкент, на левом берегу рукава Малый Самур.

## Этимология
Имя Азад в переводе с персидского означает — «свободный», а оглы с азербайджанского — «сын». Буквальный перевод — «свободный сын».

## История
В 1962 году в село в плановом порядке были переселены жители села Гоган.

## Население
| 1886  | 1895  | 1926  | 1939  | 1959  | 1970  | 1989  |
| ----- | ----- | ----- | ----- | ----- | ----- | ----- |
| 36    | ↗42   | ↗297  | ↘269  | ↗745  | ↗931  | ↘600  |
| 2002  | 2010  | 2012  | 2013  | 2014  | 2015  | 2016  |
| ↗1656 | ↗1697 | →1697 | ↗1707 | ↘1695 | ↗1696 | ↘1679 |
| 2017  | 2018  | 2019  | 2020  | 2021  | 2023  | 2024  |
| ↘1673 | ↘1636 | ↘1597 | ↘1573 | ↘1190 | ↘1168 | ↘1161 |
| 2025  |       |       |       |       |       |       |
| ↗1165 |       |       |       |       |       |       |

В Кавказском календаре за 1915 год население селения численностью 112 человек обозначается как «татары», то есть азербайджанцы по тогдашней терминологии. 